# Reinhardt Ludwig von Ebra
Reinhard(t) Ludwig von Ebra († 28. September 1748) war ein gräflich-stolbergischer Hofmeister, Erb-, Lehns- und Gerichtsherr sowie Kirchenpatron auf Ichstedt und Borxleben sowie Erbherr auf Uftrungen.

## Leben
Er stammte aus dem thüringischen Adelsgeschlecht von Ebra und war der Sohn des Erbherrn auf Uftrungen, Heinrich Günther von Ebra. Wie mehrere seiner Vorfahren stellte er sich in den Dienst der Grafen zu Stolberg auf Schloss Stolberg (Harz), die ihn zu ihrem Hofmeister ernannten. Im Fürstentum Schwarzburg besaß er die Güter Ichstedt und Borxleben. Nach dem Tod des Vaters übernahm er das Ebra'sches Erblehngut zu Uftrungen, das Vorwerk genannt.
Friedrich Ludwig von Ebra und Christian Benjamin Ludwig von Ebra waren seine beiden Söhne.